# Dokument über die Brüderlichkeit aller Menschen für ein friedliches Zusammenleben in der Welt
Das Dokument über die Brüderlichkeit aller Menschen für ein friedliches Zusammenleben in der Welt, auch als Erklärung von Abu Dhabi oder Abu Dhabi Abkommen bekannt, ist eine gemeinsame Erklärung, die von Papst Franziskus, als Oberhaupt der Römisch-Katholischen Kirche und Sheikh Ahmed el-Tayeb, dem Scheich der Azhar, am 4. Februar 2019 in Abu Dhabi, Vereinigte Arabische Emirate, unterzeichnet wurde. Das Dokument war das Ergebnis einer ergebnisoffenen Diskussion zwischen Franziskus und Tayeb gegen Fanatismus, Extremismus und Gewalt im Namen Gottes. Der Text betont die Geschwisterlichkeit aller Menschen und unterstreicht eine "Kultur des gegenseitigen Respekts" als Handlungsgrundlage des interreligiösen Dialogs und inspirierte später die UN-Resolution, die den 4. Februar als Internationalen Tag der menschlichen Geschwisterlichkeit einführen sollte.
Papst Franziskus unterstrich die lehramtliche Bedeutung des Dokuments in seiner Enzyklika Fratelli tutti. Die Erklärung sei „keine bloße diplomatische Geste, sondern eine aus dem Dialog und dem gemeinsamen Engagement geborene Überlegung.“

## Grundkonzept
Das fünfseitige Dokument befasste sich mit der Frage, wie Anhänger verschiedener Religionen friedlich als Nachbarn leben können. Der Text betont, dass Franziskus und Tayeb die Haltung der Dialogkultur fördern wollen. Das schließe ein Verhalten der gegenseitigen Zusammenarbeit und des gegenseitigen Respekts ein. Die Unterzeichner riefen die politisch Verantwortlichen der Welt auf, sich mit aller Kraft für die Verbreitung einer Kultur der Toleranz und des Friedens einzusetzen. Sie sollen bei der ersten Gelegenheit eingreifen, um das Vergießen unschuldigen Blutes zu verhindern und Kriege, Konflikte, Umweltzerstörung und den moralischen sowie kulturellen Niedergang zu beenden, den die Welt gegenwärtig erlebe. Der Frieden, die Gerechtigkeit, das Gute, das Schöne und die Brüderlichkeit seien für alle Menschen Anker des Heils.
Der Terrorismus sei eine Bedrohung der Sicherheit von Menschen auf der ganzen Welt. Terroristen dürften Religion nicht weiter instrumentalisieren. Angeblich religiöse Gewalt sei auf falsche Interpretationen von religiösen Texten zurückzuführen. Ebenso seien Politiker am Kulturverfall schuldig, wenn sie ihre Pläne mit der Instrumentalisierung von Hunger, Armut, Ungerechtigkeit, Unterdrückung und Hochmut durchsetzten.

## Inhaltliche Details
Das Dokument behauptet, Verknüpfungen zwischen religiösem und nationalem Extremismus feststellen zu können: die "moralische Verschlechterung" im internationalen Handeln und "eine Schwächung der spirituellen Werte" verursachten "Frustration, Isolation und Verzweiflung". Das bringe einige Menschen dazu, "in einen Strudel von [...] Extremismus" zu geraten, was einige zur "individuellen oder kollektiven Selbstzerstörung" führt.
Absätze des Abkommens sind folgenden Werten gewidmet:
- "Frieden"
- "Freiheit [...] eines jeden Menschen"
- "Gerechtigkeit auf der Grundlage von Barmherzigkeit"
- "Dialog", um "Frieden" und "Toleranz" zu fördern, mit dem Hinweis, dass der "Dialog unter Gläubigen" "unproduktive Diskussionen" vermeiden muss
- "Schutz von Kultstätten"
- die Notwendigkeit, "den [...] Terrorismus zu stoppen", wobei insbesondere die "Finanzierung, die Bereitstellung von Waffen" und die "Nutzung der Medien [...] zur Rechtfertigung" des Terrorismus benannt werden
- "volle Staatsbürgerschaft"
- "gute Beziehungen zwischen Ost und West"
- "das Recht der Frauen"
- "Schutz der Grundrechte der Kinder"
- "Schutz der Rechte der Alten, Schwachen, Behinderten und Unterdrückten"
- „Pluralismus und die Verschiedenheit in Bezug auf Religion, Hautfarbe, Geschlecht, Ethnie und Sprache entsprechen einem weisen göttlichen Willen, mit dem Gott die Menschen erschaffen hat.“

## Rezeption und Kritik

### Religionsvielfalt
Die Rezeption der Religionsvielfalt stieß im theologischen und akademischen Diskurs auf ein gemischtes Echo, wobei die kritischsten Stimmen von Vertretern des katholischen Traditionalismus kamen. Der Präsident des Päpstlichen Rates für den Interreligiösen Dialog, Miguel Ayuso Guixot, verteidigte das Dokument als eine "neue Seite" im christlich-islamischen Dialog.  Adam Rasmussen, Theologe mit Lehrauftrag an der Georgetown University, lobte den geschwisterlichen Duktus des Dokuments sowie die indirekte Bezugnahme auf Mutter Teresa, das Konzilsdokument Nostra aetate und Evangelii gaudium. Timo Güzelmansur, Leiter der Christlich-islamische Begegnungs- und Dokumentationsstelle, geht davon aus, dass dieser Tenor den künftigen christlich-islamischen Dialog dauerhaft prägen wird. 2020 konstatierte der Islamwissenschaftler Guido Steinberg die Bestrebung der Vereinigte Arabische Emirate, aus dem Schatten der politischen und religiösen Hegemonie Saudi-Arabiens hervorzutreten. Bertram Meier bezeichnete das Dokument anlässlich des UN-Tag der Geschwisterlichkeit aller Menschen als "Meilenstein des Interreligiösen Dialogs". Für den Dogmatiker Felix Körner und den von Papst Benedikt XVI. in die Päpstliche Kommission für religiöse Beziehungen zu den Muslimen berufenen Islamkenner spielt die religiöse Vielfalt eine heilende Rolle in der Heilsgeschichte.
Einige Kommentatoren wiesen darauf hin, dass aus katholischer Sicht das Dokument "neuartige theologische Formulierungen ... und fragwürdige Tatsachenbehauptungen" enthalte. Insbesondere sei der Passus über die gottgewollte Religionsvielfalt fragwürdig. Chad Pecknold, Fundamentaltheologe an der Catholic University of America, hinterfragte, warum Papst Franziskus als Stellvertreter Christi über die angeblich von Gott gewollte Vielfalt der Religionen spreche. Athanasius Schneider kritisierte das Dokument anhand biblischer und patristischer Verweisen sowie mit den lehramtlichen Dokumenten Humanum genus und Dominus Jesus. Nach Schneider verrate das Dokument die Heilsuniversalität Jesu Christi als den Retter der Menschheit. Aus pastoraler Sicht sei es höchst unverantwortlich, Unsicherheiten bezüglich der Gültigkeit des ersten Gebotes zu hinterlassen. Für den Philosophen Josef Seifert steht es außer Frage, dass in Religionen Keime der Wahrheit zu finden seien. Es widerspreche jedoch der Logik sowie der biblischen und kirchlichen Lehre, die Religionsvielfalt als gottgewollt zu bezeichnen. Dieser Gedanke enthalte nach Seifert die Summe aller Häresien (sum-total of all heresies). Seifert forderte Franziskus dazu auf, das Dokument zu widerrufen, da er sonst Gefahr laufe, sein Petrusamt zu verlieren. Der Historiker Roberto de Mattei kritisierte in einer Stellungnahme die laizistische Grundtendenz des Dokuments, die er im fehlenden metaphysischen Fundament der Werte von „Frieden“ und „Brüderlichkeit“ auslotet. Davide Pagliarani, Generaloberer der Priesterbruderschaft St. Pius X., und Alfonso de Galarreta unterstrichen in einem Communiqué den Widerspruch zwischen der postulierten Religionsvielfalt und der Definition des Syllabus errorum, wonach die katholische Religion die einzig wahre Religion sei. Für den Schweizer Bischof Marian Eleganti blendet das Dokument die universale Heilsmittlerschaft Jesu Christi aus. Nach seiner Auffassung propagiere das Dokument "eine Art säkulare ‚Reich Gottes‘-Vorstellung, die nicht den christlichen Glauben zur Voraussetzung hat" und auch der Vorstellungswelt des Islam nicht gerecht wird. Gerhard Ludwig Müller, emeritierter Präfekt der Kongregation für die Glaubenslehre, würdigte das Dokument und bemerkte, dass eher von der guten Intention der Autoren ausgegangen werden muss, als von einer wissenschaftlichen Präzision im Ausdruck.

### Einstellung von Papst Franziskus zum Islam
Der Autor William Kilpatrick kritisierte die Einseitigkeit des Islambildes im Dokument. Er meinte, Takyeb habe sich darin zu Versprechen verpflichtet, die kontradiktorisch zum islamischen Glauben stehen. Vor allem widerspreche das Eintreten für Religionsfreiheit dem islamischen Apostasiegesetz; der Koran schreibe überdies die Anwendung von Gewalt vor. Kilpatrick stellte fest: "es ist unwahrscheinlich, dass die muslimischen Parteien sich an ihren Teil der Abmachung halten werden." Das Dokument scheine "fast vollständig in Rom geschrieben worden zu sein" und eine Erweiterung der Bemühungen seitens der Kirche und insbesondere von Papst Franziskus. Dessen Initiative sei, "darauf ausgerichtet, die gefährlichen Unterschiede zu verschleiern und gleichzeitig die oberflächlichen Ähnlichkeiten zwischen Christentum und Islam zu betonen".